# Massacre de Dogon Fill
Le massacre de Dogon Fill a lieu le 20 novembre 2014 pendant l'insurrection de Boko Haram.

## Déroulement
Le 20 novembre 2014 des commerçants venus de Maiduguri et rassemblés en convoi se rendent en direction du Tchad afin d'acheter du poisson pêché dans le lac Tchad. La route est réputée comme étant plutôt sûre mais ce jour-là le convoi est bloqué par plusieurs dizaines d'hommes de Boko Haram à Dogon Fill, près du village de pêcheurs de Doron Baga sur les rives du lac,.
Les islamistes massacrent alors plusieurs marchands alors que l'armée tchadienne en poste à Doron Baga, à une quinzaine de kilomètres du lieu de la tuerie. Les marchands sont égorgés un par un, puis leurs corps sont jetés dans le lac, d'autres sont ligotés et précipités dans les eaux où ils meurent de noyade,. 
Cependant une trentaine de commerçants parviennent à s'enfuir et à échapper au massacre. De son côté Maina Lawan, un sénateur de l'État de Borno, affirme que l'armée de l'air nigériane a mené raid de représailles contre des positions de Bokom Haram dans la zone de Dogon Bara la nuit du 22 au 23 novembre,.